# Senecionina N-ossigenasi
La senecionina N-ossigenasi è un enzima numero EC 1.14.13.101 appartenente alla classe delle ossidoreduttasi, che catalizza la seguente reazione
senecionina + NADPH + H+ + O2 {\displaystyle \rightleftharpoons } senecionina N-ossido + NADP+ + H2O